# Benedetto Da Lezze
Benedetto Da Lezze (Venezia, 16 giugno 1578 – Venezia, dicembre 1623) è stato un politico italiano.

## Biografia
Era secondogenito del procuratore di San Marco Giovanni di Andrea e di Marietta di Girolamo Priuli. I Da Lezze, facoltosa famiglia del patriziato veneziano, stavano vivendo il loro periodo d'oro, sia dal punto di vista economico (erano feudatari della gastaldia di Croce, nel Trevigiano) che politico. Proprio in quegli anni era iniziata la costruzione del loro maestoso palazzo di Cannaregio.
L'esordio in politica del Da Lezze, tuttavia, fu poco entusiasmante e per molti anni ricoprì incarichi di scarsa importanza. Solo il 3 settembre 1615 riuscì ad ottenere la prestigiosa carica di provveditore in Istria, con il preciso compito di mettere mano al problema degli Uscocchi che, grazie alla protezione dell'Arciducato d'Austria, conducevano una logorante guerra di corsa contro i traffici veneziani nell'Adriatico.
In quel periodo la Serenissima poteva disporre di una maggiore disponibilità militare in quanto, con la conclusione del secondo trattato di Asti, aveva ridotto il contingente stanziato lungo il confine con il Ducato di Milano. D'altra parte, l'entità del conflitto si faceva sempre più grave, specie in seguito all'assassinio di Cristoforo Venier. In novembre, i Veneziani tentarono di distruggere le saline di Zaule, ma furono messi in fuga dal vicegenerale di Croazia Volfango Frangipane di Tersatto; lo stesso Da Lezze fu costretto a fuggire a Capodistria, mentre le truppe austriache saccheggiavano i villaggi di Ospo, Gabrovizza, Besovizza e Lonche. Il provveditore, tuttavia, non fu rimosso dall'incarico e l'8 dicembre gli fu affiancato un superiore, il provveditore generale Marco Loredan che riuscì a respingere l'invasione. Nella sua relazione al Senato, il Loredan difese la condotta del sottoposto, ma di tutt'altro parere fu il capitano di Raspo Bernardo Tiepolo e un anonimo poeta che nel 1616 commentava con pesante sarcasmo la fuga del Da Lezze.
Frattanto il conflitto si spostava in Friuli (originando la cosiddetta guerra di Gradisca) e il Da Lezze poté tornare in patria tra l'indifferenza generale. Ricomparve in politica solo nel 1623, quando venne eletto provveditore di Peschiera, ma morì prima di assumere l'incarico.